# 凤岗街道 (南宫市)
凤岗街道，是中华人民共和国河北省邢台市南宫市下辖的一个乡镇级行政单位。

## 行政区划
凤岗街道下辖以下地区：
东大街社区、东关街社区、西大街社区、西关街社区、南大街社区、南关街社区、北大街社区、北关街社区、三里庄社区、十里铺社区、南八里庄社区、胡刘庄社区、东八里庄社区、保安村社区、普济桥社区、安宋庄社区、冀南社区、东阳社区、光明社区、永安社区、北城社区、红光社区、胜利社区、大庆社区、小石柏村、大石柏村、东唐苏村、西唐苏村、张家屯村、马晒衣村、张晒衣村、郑晒衣村、谢晒衣村、朱晒衣村、刘晒衣村、同仁庄村、旧庄村、齐家屯村、王家屯村和葛柏庄村。